# Maurice Colbourne
Maurice Colbourne, (nome d'arte di Roger Middleton) (Sheffield, 24 settembre 1939 – Dinan, 4 agosto 1989), è stato un attore britannico.

## Biografia
Iniziò a studiare recitazione presso la Central School of Speech and Drama. 
Dopo aver cambiato il suo nome in Maurice Colbourne, in onore di un attore che era tra i suoi preferiti, divenne conosciuto quando recitò nella serie drammatica della BBC, Gangsters; andata in onda dal 1975 al 1978.
È apparso due volte nella fiction fantasy Doctor Who, nella parte di Lytton, negli episodi Resurrection of the Daleks (1984) e L'attacco dei Cybermen (1985). È anche apparso nella miniserie televisiva Il giorno dei trifidi (1981), nella parte di Jack Coker.
È il co-fondatore dell'Half Moon Theatre, fondato nel 1972 insieme a Mike Irving e Guy Sprung. Il progetto fu un successo, e fece conoscere maggiormente Colbourne al grande pubblico.
Colbourne è ricordato maggiormente per aver interpretato Tom Howard nella serie televisiva Howards Way, che interpretò dal 1985 al 1989, anno della sua morte.
Colbourne ha anche interpretato un mercenario nell episodio Duello a Venezia, nella serie televisiva Il ritorno di Simon Templar.
Colbourne morì il 4 agosto 1989, a soli 49 anni a Dinan, in Francia, a causa di un attacco cardiaco.

## Filmografia
- Satana in corpo (Cry of the Banshee), regia di Gordon Hessler (1970)
- Escape from the Dark (1976)
- I duellanti (The Duellists), regia di Ridley Scott (1977)
- Linea di sangue (Bloodline), regia di Terence Young (1979)
- Venom, regia di Piers Haggard (1981)